# 李夢鶴
李夢鶴（？—1596年），朝鮮王朝中葉軍事人物，為李夢鶴之亂的主謀。
李夢鶴是忠清道鴻山縣的庶人，為朝鮮王室的孽裔。他愚狂無賴，從軍在湖西期間結交了選鋒將韓絢，陰謀發動叛亂。他以招募抗日義兵的名義，在忠清道、全羅道以秘密結社的方式招募壯丁。1596年起兵叛亂，占據鴻山，攻破林川、青陽、定山等地，得眾數萬。他自稱聖佛出世，分置僧俗將軍，文武假稱清顯官職，士族子弟無賴者多附之。
李夢鶴圍攻洪州（今忠清南道洪城郡），藍浦縣監朴東善率軍救援，在洪州城墻上虛張聲勢，將叛軍嚇退。李夢鶴又準備進軍漢陽，但部下不聽號令，紛紛逃散。權慄、金德齡等人率領湖南兵前去與忠清道兵使李時言會合，準備何兵鎮壓叛亂。途中，李夢鶴的部下得知消息，將其斬首獻給官軍。

## 影視形象
- 《出雲之月（英语：Blades of Blood）》，2010年電影，車勝元飾
- 《懲毖錄》，2015年KBS電視劇，朴宇宗（朝鲜语：변우종）飾